# العكفة (إب)

تعديل مصدري - تعديل

العكفة هي إحدى قرى عزلة جبل معود بمديرية إب التابعة لمحافظة إب، بلغ تعداد سكانها 614 نسمة حسب تعداد اليمن لعام 2004.